# Igreja de Nossa Senhora da Conceição dos Pardos
A Igreja de Nossa Senhora da Conceição dos Homens Pardos localiza-se na antiga praça do Teatro, em Laranjeiras, no estado de Sergipe, no Brasil.

## História
Foi erguida sob os cuidados do Padre Pedro Antonio de Almeira. O templo é datada do século XIX (1843/1860).
O templo tornou-se, na cidade, centro de devoção á Virgem da Conceição, onde foram realizadas solenes festas do Mês de Maria.
Para a construção, o imperador D. Pedro II, quando da sua visita à cidade doou fundos para a conclusão das obras.

## Características
A Igreja possui uma sacristia, um consistório, um pulpito, o coro, três altares, tendo o altar-mor a forma de uma grande coroa, onde se acha a imagem de Nossa Senhora da Conceição, artisticamente pintada pelo célebre Neco - Manoel Pereira Leite.